# Громуха (Кировоградская область)
Громуха (укр. Громуха) — село в Анновской сельской общине Новоукраинского района Кировоградской области Украины.
Население по переписи 2001 года составляло 97 человек. Почтовый индекс — 27165. Телефонный код — 5251. Код КОАТУУ — 3524080303.